# War and Peace, Vol. 1 (The War Disc)
War and Peace, Vol. 1 (The War Disc) je páté album amerického rapera Ice Cubea, které vyšlo v roce 1998. Deska, která byla vydána po pětileté pauze se stala platinovou.

## Seznam skladeb
| #  | Název                                | Host(é)               | Trvání |
| -- | ------------------------------------ | --------------------- | ------ |
| 1  | "Ask About Me"                       | -                     | 3:06   |
| 2  | "Pushin' Weight"                     | Mr. Short Khop        | 4:35   |
| 3  | "Dr. Frankenstein"                   | -                     | 4:54   |
| 4  | "Fuck Dying"                         | Korn                  | 4:03   |
| 5  | "War&Peace"                          | -                     | 3:18   |
| 6  | "Ghetto Vet"                         | -                     | 5:05   |
| 7  | "Greed"                              | -                     | 4:29   |
| 8  | "MP"                                 | -                     | 0:49   |
| 9  | "Cash Over Ass"                      | -                     | 4:21   |
| 10 | "The Curse Of Money"                 | Mack 10               | 3:39   |
| 11 | "The Peckin' Order"                  | -                     | 3:21   |
| 12 | "Limos, Demos & Bimbos"              | Mr. Short Khop        | 3:51   |
| 13 | "Once Upon A Time In The Projects 2" | -                     | 3:05   |
| 14 | "If I Was Fuckin' You"               | Mr. Short Khop, K-Mac | 3:28   |
| 15 | "X-Bitches"                          | -                     | 4:59   |
| 16 | "Extradition"                        | -                     | 4:38   |
| 17 | "3 Strikes You In"                   | -                     | 4:34   |
| 18 | "Penitentiary"                       | -                     | 4:12   |

## Singly
- "Pushin' Weight"
- "Fuck Dying"